# Agelenella pusilla
Agelenella pusilla är en spindelart som först beskrevs av Pocock 1903.  Agelenella pusilla ingår i släktet Agelenella och familjen trattspindlar. Inga underarter finns listade i Catalogue of Life.